# 神戸ファッションマート
神戸ファッションマート（こうべファッションマート）は、兵庫県神戸市東灘区にある複合商業施設。JBL2・兵庫ストークスのホームアリーナでもあり、プロボクシング会場としても知られる。

## 概要
神戸市のファッション産業の中核施設の一つとして1991年にオープンした。運営は神戸商工貿易センターが行っている。六甲アイランドの中央、神戸ベイシェラトンホテル&タワーズの向かいに位置する。館内はショッピングフロア（1F-3F）、ファッションビジネスフロア（4F-7F）、イベントフロア（9F）、ITビジネスフロア（8F、10F）で構成される。
1F-3Fのショッピングフロアは、家具・インテリア関連の施設としては国内最大級の規模で、欧米の有名ブランドやこだわり系のショップ・ショールームが出店している。4F-7Fのファッションビジネスフロアには、アパレル・ファッショングッズの関連企業が集積、8F、10FのITビジネスフロアは、ベンチャー企業をはじめ、一般ビジネスの集積の場として活用されている。
9Fのイベントフロアは、アトリウムプラザ・KFMホール"イオ"・エキジビジョンスペース・コンベンションルーム・VIPルーム等の施設があり、様々なイベントやコンベンションに対応している。
また、館内には美術館「シルクロード絨毯ミュージアム」がある。

## ストークスとの関わり
ホームゲーム開催会場
- 2011-12シーズン：公式戦3試合
- 2013-14シーズン：公式戦2試合

アトリウムプラザに、バスケコートと726人が座れる客席が設置される。
その際使われるバスケットゴールなどはグリーンアリーナ神戸から搬送され仮設されている
その他
- ストークスのかつての運営会社である株式会社アスリートグリーン兵庫がファッションマートに入居していた。また、ファッションマートはストークスのオフィシャルスポンサーでもあった。

## プロボクシング興行
アトリウムプラザでは特にプロボクシング興行が頻繁に開催され、市内においては神戸サンボーホールなどと並ぶボクシングのメッカとされる。
武本在樹がクリス・ジョンの持つWBA世界フェザー級王座に挑戦した試合もアトリウムプラザで行われた。
武本は引退後、ファッションマート近隣に「Zボクシングジム」を開設している。

## イベントスペース
アトリウムプラザ
- 使用有効面積2,100m2、直径約52m、天井高40m

KFMホール"イオ"
- 600席、面積707m2、直径30m円形ホール

エキジビジョンスペース
- スペース1― 面積987m2
- スペース2― 面積980m2
- スペース3― 面積508m2
- スペース4― 面積514m2

コンベンションルーム
- コンベンションルーム1― 面積240m2
- コンベンションルーム2― 面積130m2
- コンベンションルーム3― 面積70m2
- コンベンションルーム4― 面積91m2
- 控室― 面積19m2

特別室
- VIP ROOM1―16席
- VIP ROOM2―16席
- VIP ROOM3―8席

## ショッピングフロアのショップ一覧
記載情報は2023年7月現在の情報である。

### 1F
- 石田洋服店（レディース・メンズファッション）
- 六森（家具）
- ROKUMORI カフェ（カフェ）
- カーテンコールコレクション（カーテン）
- アトリエモクバ アウトレット神戸店（家具）
- サイト二番街（アート）
- ハウスリビングイデア神戸店（家具）
- リフォーム.デザイン ゆめや（リフォーム）
- タリーズコーヒー 神戸ファッションマート店（カフェ）
- マスト（ペットグッズ）
- プログラボ（ロボットプログラミング教室）
- ピッツェリア リストランテ アルティスタ（レストラン）
- オキコバランス神戸店（ゴルフスタジオ）
- Myチャレンジ（学習塾）

### 2F
- 大丸インテリア館 ミュゼエール（家具）
- ハミングバード（イギリスアンティーク）
- RGB（ヘアーサロン）
- 三井住友銀行 六甲アイランド支店 （銀行）
- ファミリーマート 神戸ファッションマート店（コンビニ）
- 神戸チャイハーネ（カフェ）

### 3F
- 絨毯ギャラリー（絨毯）
- ラグ&カーペット ティーズ（絨毯）
- YANTY（レディースファッション）
- ソングドリーム神戸（家具）
- アシュレイホームストア（家具）
- トップウォータータックルズ（フィッシング用品）

## 所在地
- 〒658-0032 兵庫県神戸市東灘区向洋町中6丁目9番（六甲アイランド）

## 交通アクセス
- 六甲ライナー アイランドセンター駅 徒歩1分

## 周辺情報
- 神戸市立小磯記念美術館
- 神戸ファッションプラザ
- 神戸ファッション美術館
- 神戸ゆかりの美術館
- リバーモール
- アーバングルメポート
- カネディアン・アカデミイ